# Gałajny
Gałajny (do 1945 r. niem. Gallehnen, po wojnie przejściowo Galiny) – wieś w Polsce położona w województwie warmińsko-mazurskim, w powiecie bartoszyckim, w gminie Górowo Iławeckie. Do 1954 roku siedziba gminy Galiny.
W latach 1954–1971 wieś należała i była siedzibą władz gromady Gałajny, po jej zniesieniu w gromadzie Górowo Iławeckie. W latach 1975–1998 miejscowość administracyjnie należała do województwa olsztyńskiego.
W pobliżu wsi, na prawym brzegu strumienia wpadającego do rzeki Elmy, znajduje się pagórek, nazwany Kadykowa Górą (1,5 km od Gałajn, 400 m od Kumkiejm). Jest to prawdopodobnie pozostałość po staropruskim gródku obronnym. Wzniesienie nazywane jest także Szwedzkimi Szańcami.
We wsi mieści się Leśnictwo Gałajny (Nadleśnictwo Górowo Iławeckie), kaplica oraz Parafia Męczenników Podlaskich Błogosławionego Wincentego i Towarzyszy (z filialnymi kaplicami w Sigajnach i Toprzynach). 

## Historia
Wieś lokowana w 1339 jako majątek szlachecki, pod nazwą Galaynen. Miejscowość zniszczona w czasie wojen polsko-krzyżackich z XV i XVI wieku. W połowie XVI wieku wieś ponownie zakładana i kolonizowana, głównie osadnikami z Polski.
W 1889 r. był to majątek ziemski, obejmujący 311 ha ziemi. Na początku XX w. majątek ten został rozparcelowany.
Po II wojnie światowej wieś ponownie została zasiedlona nowymi osadnikami, którzy pojawili się już jesienią 1945 r. Pierwszym wójtem został Marian Kadłubski. W 1947 r. powstała spółdzielnia rolniczo-handlowa Związku Samopomocy Chłopskiej. Od 1954 r. Gałajny stały się siedzibą gminy i Gromadzkiej Rady Narodowej.
W 1983 r. we wsi o zwartej zabudowie było 26 domów z 122 mieszkańcami. We wsi było 29 indywidualnych gospodarstw rolnych, gospodarujących łącznie na 251 ha ziemi. W gospodarstwach tych w tym czasie hodowano 195 sztuk bydła (w tym 126 krów), 131 świń, 26 koni i 6 owiec. W tym czasie w Gałajnach działała świetlica, punkt biblioteczny, kino z 100 miejscami na widowni, boisko sportowe, urząd pocztowy, punkt apteczny, dwa sklepy.
W 1999 r. remizę strażacką zaadaptowano na kaplicę i erygowano parafię Parafia Męczenników Podlaskich Błogosławionego Wincentego i Towarzyszy. Parafia w Gałajnach została wydzielona z parafii Górowo Iławeckie.

## Obszar ochrony uzdrowiskowej
W 2019 r. Gałajny wraz z sołectwami Czyprki i Woryny w gminie Górowo Iławeckie uzyskały na mocy Rozporządzenia Rady Ministrów status obszaru ochrony uzdrowiskowej („Obszar Ochrony Uzdrowiskowej Górowo Iławeckie”).